# Мищин
Мищин (пол. Myszczyn) — село в Польщі, у гміні Ожарув-Мазовецький Варшавського-Західного повіту Мазовецького воєводства.
Населення — 135 осіб (2011).
У 1975-1998 роках село належало до Варшавського воєводства.

## Демографія
Демографічна структура станом на 31 березня 2011 року:
|          | Загалом | Допрацездатний вік | Працездатний вік | Постпрацездатний вік |
| -------- | ------- | ------------------ | ---------------- | -------------------- |
| Чоловіки | 72      | 7                  | 55               | 10                   |
| Жінки    | 63      | 11                 | 43               | 9                    |
| Разом    | 135     | 18                 | 98               | 19                   |